# Enrica Pintore
Enrica Pintore est une animatrice de télévision et actrice italienne, née le 13 novembre 1985 à Nuoro (province de Nuoro).

## Biographie
Enrica Pintore naît le 13 novembre 1985 à Nuoro. Elle grandit à Ottana. Après avoir obtenu sa maturité au lycée scientifique à Nuoro en 2004, elle est diplômée en langues et littérature étrangères à l’université de Florence en 2008. Elle s’inscrit ensuite à l’école de théâtre Il Cantiere Teatrale à Rome.
En 2003, elle participe au concours de Miss Italie, où elle se classe parmi les vingt finalistes et remporte l’écharpe de Miss Cotonella. Trois ans plus tard, elle fait ses débuts à la télévision dans l’émission Tutto per tutto (it).
Elle participe en tant que guest-star à des épisodes des séries télévisées I Cesaroni (it), Don Matteo, un sacré détective et Donna détective (it). Elle atteint en 2008 la finale de l’émission Veline (it). L’année suivante, elle anime l’émission Web Code secret et devient l’un des « professeurs » du jeu L’Héritage (it). Entre 2007 et 2011, elle est l’égérie des campagnes publicitaires de plusieurs opérateurs téléphoniques (Samsung, TIM, Wind, Vodafone).
Elle apparaît en 2010 dans un téléfilm sur Luigi Pirandello, Luigi Pirandello, une vie impossible,, puis rejoint en 2011 la distribution du film 10 règles pour tomber amoureux (it) dans le rôle de Stefania. En 2016, elle intègre la troisième saison de la série Alex & Co diffusée sur Disney Channel.
En 2018, elle obtient le rôle de Clelia Calligaris dans la série Il paradiso delle signore (it) sur Rai 1.

## Filmographie

### Programmes TV et Web
- 2006 : Tutto per tutto (it) sur Rai 1.
- 2009 : Code secret (Web).
- 2009-2011 : L’Héritage (it) sur Rai 1.

### Cinéma
- 2012 : 10 règles pour tomber amoureux (it) de Cristiano Bortone (it) : Stefania.
- 2015 : Il ragazzo della Giudecca (it) d’Alfonso Bergamo : Serena.
- 2019 : Oltre la bufera (it) de Marco Cassini : Matilde.

### Télévision
- 2008 : I Cesaroni (it) de Francesco Vicario (it) : guest-star (saison 2, épisode 23).
- 2009 : Don Matteo, un sacré détective d’Enrico Oldoini : Tatiana De Magistris (saison 7, épisode 19).
- 2010 : Donna détective (it) de Fabrizio Costa : guest-star (saison 2).
- 2010 : Luigi Pirandello, une vie impossible de Umberto Marino : Paola Bechi Luserna.
- 2014 : CentoVetrine (it) de Cristiana Farina : Alessandra Neri (saison 15).
- 2016 : Un medico in famiglia de Carlo Bixio (it) : Ginevra (saison 10, cinq épisodes).
- 2016-2017 : Alex & Co de Marina Efron Versiglia : Sara (saison 3).
- 2018 : Don Matteo, un sacré détective d’Enrico Oldoini : Benedetta Noci (saison 11, épisode 19).
- 2018-2021 : Il paradiso delle signore (it) de Monica Vullo (it) : Clelia Calligaris (saisons 3, 4 et 5).
- 2019 : Le Rêve bourdonnant d’Enrico Piaggio (it) de Umberto Marino : Paola Bechi Luserna.
- 2021 : Mare fuori de Cristiana Farina : Luisa Baldi (saison 2).
- 2024 : Màkari (it) de Michele Soavi : Antonia Aimondi (saison 3, épisode 1).

## Vidéographie
- 2007 : clip vidéo de A me ricordi il mare de Daniele Silvestri.
- 2007 : clip vidéo de La riposta de Simone Cristicchi.
- 2009 : clip vidéo de Lemonade (it) de Planet Funk.